# Бистрица (Лепосавић)
Бистрица је насеље у општини Лепосавић на Косову и Метохији. Према процени из 2011. године било је 122 становника.
Бистрица се први пут помиње 1315. године, у Светостефанској хрисовуљи краља Стефана Милутина. Површина катастарске општине Бистрица где је атар насеља износи 1.499 ha. Седиште месне заједнице Бистрица. Налази се на 24 km северно од Лепосавића, са обе стране Бистричке реке. Око села су насеља Муре и Ново Село (општина Рашка), Ћирковиће и Јариње. Насеље је разбијеног типа.
Сеоским путем је повезано са главном саобраћајницом која иде долином Ибра.  У селу се налази основна четвороразредна школа и Месна канцеларија.
Назив села је хидроним; потиче од чисте, бистре и беле пенушаве реке која протиче кроз село. На данашњем гробљу виде се остаци темеља старе цркве.

## Демографија
- попис становништва 1948: 122
- попис становништва 1953: 116
- попис становништва 1961: 212
- попис становништва 1971: 142
- попис становништва 1981: 65
- попис становништва 1991: 50

У селу 2004. године живи 54 становника и броји 18 домаћинстава. Данашње становништво чине родови: Милутиновићи, Гашићи, Станићи, Јаношевићи, Благојевићи, Карановићи.